# آماگو اوکیهیسا
آماگو اوکیهیسا (به ژاپنی: 尼子 興久 Amago Okihisa); ۱ ژانویهٔ ۱۴۹۷ – ۱ ژانویهٔ ۱۵۳۴) سومین پسر آماگو تسونه‌هیسا سامورایی اهل ژاپن بود. وی برادر کوچکتر  آماگو کونیهیسا بود.